# مندی دابوالی
مندی دابوالی (به انگلیسی: Mandi Dabwali) یک منطقهٔ مسکونی در هند است که در بخش سیرسا واقع شده‌است. مندی دابوالی ۲۶۹٬۹۲۹ نفر جمعیت دارد.